# Varizella-Zoster-Virus
Das Varizella-Zoster-Virus (VZV; auch Varicella-Zoster-Virus, englisch Human alphaherpesvirus 3, HHV3, wissenschaftlich Varicellovirus humanalpha3) ist ein Virus aus der Gruppe jener acht Herpesviren, die Krankheiten bei Menschen und anderen Wirbeltieren verursachen können. Dieses DNA-Virus ist Verursacher der Windpocken, der Gürtelrose (Herpes zoster) und des Ramsay-Hunt-Syndroms (einer Unter- bzw. Sonderform der Gürtelrose).

## Merkmale
Das VZV ist membranumhüllt, enthält doppelsträngige DNA (dsDNA) und ein ikosaedrisches Kapsid mit 162 Kapsomeren; das Virion ist 150–200 nm im Durchmesser groß. Das VZV gehört zur Gattung Varicellovirus, zur Unterfamilie der Alphaherpesvirinae und zur Familie der Orthoherpesviridae. Mit den Herpes-simplex-Viren ist es nahe verwandt, da es mit diesen einen großen Teil seines Genoms teilt.
Wie alle Herpesviren ist auch das VZV sehr gut an den Menschen als seinen einzigen natürlichen Wirt angepasst. Bei insgesamt 95 % der deutschen Bevölkerung können laut Robert Koch-Institut Antikörper gegen VZV nachgewiesen werden.

## Übertragung und Infektionsfolgen

### Ersterkrankung
Das Virus wird aufgrund der hohen Kontagiosität in der Regel als Tröpfcheninfektion sehr leicht übertragen und führt bei Erstkontakt zum Erscheinungsbild der Windpocken. Diese führen zu einer lebenslangen Immunität. Gleichzeitig binden die VZ-Viren mittels sog. Liganden an Rezeptoren der sensiblen Nervenfasern, gelangen mittels Endozytose in das Axon und steigen in diesen (also intra-axonal) in die entsprechenden sensiblen Spinalganglien oder entsprechenden Ganglien der Hirnnerven hoch (Virusaszension), um dort lebenslang zu verbleiben (Erregerpersistenz).

### Zweiterkrankung
Nach einer jahrelangen Ruhephase (Latenzphase) können verschiedene Auslöser besonders bei einer Schwächung des zellulären Immunsystems, wie dies mit zunehmendem Alter gehäuft auftritt, eine neuerliche Virusvermehrung ermöglichen. Diese bleibt entweder symptomlos oder bewirkt nun die Zweiterkrankung mit (Gürtelrose) oder ohne Bläschenbildung (Zoster sine herpete) mit evtl. Begleitsymptomen wie temporärer oder persistenter Fazialislähmung. Der rasche Anstieg von Antikörpern im Sinne einer sogenannten Boosterung führt dazu, dass es nur in einem oder wenigen Ganglien zu einer ausgeprägten Virusvermehrung kommt und die Erreger entlang der entsprechenden Nerven in das jeweilige Nervensegment absteigen können (Virusdeszension). Im Bereich des Stammes kommt es daher zu jener halbseitig-gürtelförmigen Ausbreitung, der die Erkrankung den Namen verdankt.
Die in der Regel schnelle Antikörperbildung ist zudem auch der Grund, weshalb es selten zu einem zweiten Auftreten einer Gürtelrose kommt. Allerdings hat etwa die Hälfte der über 85-Jährigen eine Episode während ihres Lebens durchgemacht.

## Vorbeugung und Impfung
Die Impfung gegen Varizellen wird von der Ständigen Impfkommission (STIKO) ab dem 11. Lebensmonat empfohlen. Es sind zwei Mono-Varicellaimpfstoffe (z. B. Varilrix, Varivax) zugelassen, die schon im frühen Kindesalter verimpft werden können. Diese Impfung wird mit einem abgeschwächten, lebenden Erregerstamm durchgeführt, um einen möglichst guten Schutz gegen das eigentliche Wildvirus zu erreichen. Darüber hinaus ist die Varizelle-Komponente Bestandteil des Mehrfachimpfstoffs MMRV ProQuad und Priorix-Tetra. Eine Auflistung der aktuell verfügbaren Impfstoffe bietet das Paul-Ehrlich-Institut (PEI) auf seiner Homepage.
Das Hauptargument für die Impfung ist, dass damit nicht nur die relativ harmlosen Windpocken verhindert werden, sondern auch die Komplikationen einer VZV-Infektion:
- perinatale Windpocken, d. h. eine Windpockeninfektion des Neugeborenen durch eine frisch erkrankte Mutter, die eine Letalität des Kindes von bis zu 30 % hat
- kongenitale Windpocken, d. h. eine Windpockeninfektion während der Schwangerschaft, die zu schwerwiegenden Entwicklungsstörungen des Ungeborenen führen kann
- Windpocken-Meningitis mit evtl. neurologischen Ausfällen
- Varizellen-Pneumonie: eine schwerwiegende Form der Lungenentzündung, selten, aber gefährlich
- generalisierter Zoster: ein Wiederaufleben des Virus mit Generalisierung oder unter Einbeziehung wichtiger Organe (ZNS, Sinnesorgane, Sehnerv, Innenohr etc.)

Seit 2006 ist ein Lebendimpfstoff (Zostavax) zur Impfung ab 50 Jahren gegen das Virus zugelassen, der eine höhere Dosis der sogenannten plaquebildenden Einheiten (PBE) enthält. Dies berücksichtigt die Immunseneszenz älterer Menschen. Der Impfstoff soll bei Risikogruppen das Risiko eines Herpes Zoster auch nach stattgefundener Erstinfektion senken. Zostavax wird jedoch von der STIKO aufgrund der eingeschränkten Wirksamkeit und seiner begrenzten Wirkdauer nicht als Standardimpfung empfohlen.
Seit Dezember 2018 empfiehlt die Ständige Impfkommission allen Personen ab einem Alter von 60 Jahren (Standardimpfung) die Impfung mit einem adjuvantierten Herpes zoster-Subunit-(HZ/su-) Totimpfstoff (Shingrix) zur Verhinderung von Herpes zoster und Postherpetischer Neuralgie (PHN). Personen mit einer Grundkrankheit oder Immunschwäche empfiehlt die Kommission die Impfung bereits ab einem Alter von 50 Jahren (Indikationsimpfung). Er basiert auf dem Glykoprotein E.

## Therapie
Zur antiviralen Behandlung von VZV-Infektionen steht als Virostatikum vor allem Aciclovir zur Verfügung, alternativ auch Valaciclovir, Famciclovir und Brivudin. Bei Aciclovir-Resistenz kann Foscarnet zum Einsatz kommen. Im Rahmen einer Perinatal-Infektion wird zusätzlich das auch zur Postexpositionsprophylaxe bei seronegativen Schwangeren verwendete Varizella-Zoster-Immunglobulin verabreicht.

## Systematik
Zur äußeren Systematik siehe Varicellovirus und Alphaherpesvirinae.

## Meldepflicht
In Deutschland ist der direkte oder indirekte Nachweis des Varizella-Zoster-Virus namentlich meldepflichtig nach § 7 des Infektionsschutzgesetzes, soweit der Nachweis auf eine akute Infektion hinweist. Diese Meldepflicht betrifft in erster Linie die Leitungen von Laboren. (§ 8 IfSG) Nach dem Recht Sachsen-Anhalts gilt dies ausdrücklich auch im Zusammenhang mit konnatalen Infektionen.